# Вер, Томас де, 8-й граф Оксфорд
Томас де Вер (англ. Thomas de Vere; приблизительно 1336/38 — между 12 и 18 сентября 1371, Грейт-Бентли, Эссекс, Королевство Англия) — английский аристократ, 8-й граф Оксфорд и лорд-камергер с 1360 года. Участвовал в Столетней войне. Его ранняя смерть имела негативные последствия для рода де Веров.

## Биография
Томас принадлежал к знатному английскому роду, представители которого с XII века носили титул графов Оксфорд и занимали должность лорда-камергера. Он был вторым сыном Джона де Вера, 7-го графа Оксфорда, и его жены Мод Бэдлсмир, и родился приблизительно в 1336 или 1338 году. После смерти старшего брата Джона в июне 1350 года Томас стал наследником. В том же месяце отец женил его на Мод де Уффорд, хотя этой девочке тогда не могло быть больше пяти лет. Позже Томас начал службу при королевском дворе; известно, что в 1357 году Эдуард III пожаловал ему ежегодную ренту в 40 фунтов.
Де Вер принял участие вместе с отцом в континентальной военной кампании 1359—1360 годов. Во время осады Реймса Джон умер, и Томас унаследовал семейные владения, графский титул и должность лорда-камергера. 24 октября 1360 года в Кале он присутствовал при ратификации мирного договора между Англией и Францией. Почти вся оставшаяся жизнь де Вера пришлась на мирный период; граф много времени проводил при королевском дворе, где, по-видимому, пользовался большим влиянием, и в своих поместьях в Восточной Англии. В первые годы его финансовое положение было довольно сложным, так как третья часть семейных владений отошла его матери, а ещё несколько поместий — младшему брату, Обри. Однако в 1366 году мать графа умерла, и после этого Томас, судя по всему, располагал крупными суммами. На момент смерти у него было 2456 фунтов, хотя за два предыдущих года он потратил на покупку земель 1121 фунт; кроме того, король был должен графу 800 марок.
В 1369 году, когда возобновилась война на континенте, де Вер принимал участие в рейдах Джона Гонта по Северной Франции, командуя отрядом в 40 латников и 80 лучников. Годом позже ему пришлось оставить военную службу из-за серьёзных проблем со здоровьем (подробности неизвестны). 1 августа 1371 года граф составил завещание, в котором попросил похоронить его в приорате Эрлс-Колн в Эссексе и выделил на погребение 133 фунта. Томас де Вер умер в своей резиденции Грейт-Бентли в Эссексе между 12 и 18 сентября того же года. Его могила сохранилась, причём находится она сейчас в капелле Святого Стефана в Буресе (Саффолк).

## Семья
Незадолго до 10 июня 1350 года де Вер женился на Мод де Уффорд — дочери сэра Ральфа де Уффорда и Матильды Ланкастерской. В этом браке родился единственный сын Роберт (1362—1392), ставший после смерти отца в 1371 году 9-м графом Оксфорд, а позже — 1-м герцогом Ирландии. Он умер молодым и бездетным, а графиня Мод пережила его и скончалась в 1413 году. Её, согласно завещанию, похоронили не рядом с мужем, а в аббатстве Брейс-Ярд в Саффолке.

## Оценки личности и деятельности
Историки констатируют, что Томас де Вер не сделал выдающуюся карьеру, но при этом был достаточно заметен и в придворной жизни, и в жизни тех регионов, в которых владел землями. У его семьи явно были блестящие перспективы благодаря военным заслугам отца и дружбе с Чёрным принцем брата, Обри. Ранняя смерть 8-го графа Оксфорда поставила всё это под угрозу; к тому же она наверняка повлияла на формирование личности сына Томаса, Роберта, чьи взлёт и падение при Ричарде II негативно отразились на будущем де Веров.